# Kálmán Thaly

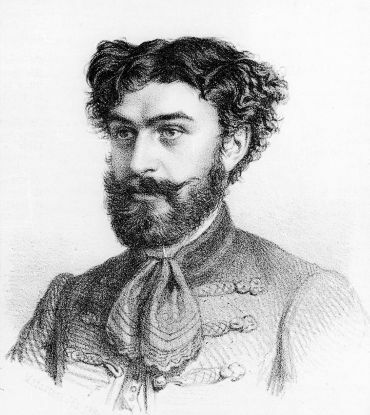
Kálmán Thaly.

Kálmán Thaly, född 3 januari 1839 i Csép, död 26 september 1909 i Zablát, var en ungersk historiker och politiker.
Thaly var först professor i ungersk litteratur vid kalvinistiska lyceet i Budapest, därefter (1867–1875) ämbetsman i honvédministeriet och invaldes 1878 i deputeradekammaren, där han blev en av oavhängighetspartiets mest uppburna talare. 
Thaly utgav (på ungerska) en mängd källskrifter, bland annat Rákócziarkivet (två band, 1866–1868), Frans II Rákóczys tankeskrift om ungerska kriget 1710–1711, Archivum Rákóczianum (tio band, 1873–1889), Imre Thökölys dagböcker (tre band, 1868–1873), Thökölys korrespondens (1896), César de Saussures brev från Turkiet (1909) et cetera, samt en rad självständiga arbeten, såsom ett med bidrag till den Thökölyska och Rákócziska periodens litteraturhistoria (två band, 1872), ett om Frans II Rákóczys ungdom 1676–1701 (1881) och ett om grevliga familjen Bercsény 1525–1835 (tre band, 1885–1893). 
Thaly upptäckte i de franska lasaristernas kyrka i Konstantinopel Frans I Rákóczis grav och ombesörjde 1906 hemförandet av dennes och hans kamraters kvarlevor till Ungern. Han stiftade 1867 ungerska historiska sällskapet och redigerade 1867–1875 dess tidskrift Századok.